# District de Huangpu (Guangdong)
Pour les articles homonymes, voir Huangpu (homonymie).
Le district de Huangpu (黄埔区 ; pinyin : Huángpù Qū ; autrefois translitéré en Whampoa) est une subdivision administrative placée sous la juridiction de la ville sous-provinciale de Canton. Bien que la densité moyenne n'y soit pas encore très dense, Huangpu est un district en développement industriel.
C'est là que fut signé le traité de Whampoa en 1844.